# دافيد كوفناتسكي
دافيد كوفناتسكي (بالبولندية: Dawid Kownacki) (14 مارس 1997 بولندا - ) هو لاعب كرة قدم بولندي، شارك في كأس العالم 2018.

## مسيرته الكروية
لعب دافيد كوفناتسكي خلال مسيرته الاحترافية مع 3 أندية في ثمانية مواسم وسجل خلالها 31 هدفًا ضمن 159 مباراة. ولم يفز بأي موسم بالكأس وفاز في موسم واحد بالدوري.
خاض دافيد كوفناتسكي مسيرته مع نادي لخ بوزنان في موسم 2013–14 ليلعب معه أربعة مواسم، مشاركًا في 94 مباراة سجل خلالها 21 هدفًا. ثم انتقل إلى نادي سامبدوريا في موسم 2017–18 ولمدة موسمين، حيث شارك في 35 مباراة سجل خلالها 6 أهداف. لينتقل بعدها إلى نادي فورتونا دوسلدورف في موسم 2018–19 ولمدة موسمين، مشاركًا في 30 مباراة سجل خلالها 4 أهداف.

## وصلات خارجية
دافيد كوفناتسكي على موقع الاتحاد الدولي (مؤرشف)  (الإنجليزية)
- دافيد كوفناتسكي على موقع الاتحاد الأوربي (الإنجليزية)
- دافيد كوفناتسكي على موقع قاعدة بيانات كرة القدم.إي يو (الإنجليزية)
- دافيد كوفناتسكي على موقع ناشيونال فوتبول تيمز (الإنجليزية)
- دافيد كوفناتسكي على موقع Soccerway.com (الإنجليزية)
- دافيد كوفناتسكي على موقع عالم كرة القدم.نت (الإنجليزية)
- دافيد كوفناتسكي على موقع AS.com (الإسبانية)